# Basketball-Weltmeisterschaft der Damen 2026
Die Basketball-Weltmeisterschaft der Damen 2026 findet, nach der WM 1998, zum zweiten Mal in Deutschland und zum 20. Mal überhaupt, statt. Der Austragungsort des Turniers ist die Hauptstadt Berlin mit der Arena Berlin und der Max-Schmeling-Halle. Das Land Berlin beteiligt sich mit sechs Million Euro Kostenzuschuss an den Deutschen Basketball Bund (DBB).

## Vergabe
Während einer Sitzung des Central Board am 28. April 2023 in Manila, Philippinen, gab die FIBA bekannt, dass die Weltmeisterschaft der Damen 2026 in Deutschland ausgetragen wird. Der Weltverband vergab die Gastgeberrechte an den Deutschen Basketball Bund.
Bewerber
- Berlin[4]
- Rio de Janeiro[5]
- San Luis[6]

## Austragungsorte
| \| Berlin \|                                             |
| Spielort der Basketball-Weltmeisterschaft der Damen 2026 |
| Berlin                                                   |

| Berlin |

## Teilnehmende Nationen
Die Zahl der teilnehmenden Nationen wurde auf 16 erhöht, um der steigenden Popularität des Frauen-Basketballs Rechnung zu tragen. Deutschland ist als Gastgeber gesetzt. Die vier Kontinentalmeister erhalten ebenfalls einen Startplatz. Über die beiden Vorqualifikationsturniere vom 19. bis 25. August 2024 qualifizierte sich Tschechien in Mexiko-Stadt (Mexiko) und Ungarn in Kigali (Ruanda) für die entscheidende Qualifikation im März 2026, bei der 24 Nationen um die restlichen elf Plätze spielen werden.
| Land               | Verband      | Qualifiziert als                                           | Datum der Qualifikation | Teilnahmen an der WM | Beste Platzierung                                                              |
| ------------------ | ------------ | ---------------------------------------------------------- | ----------------------- | -------------------- | ------------------------------------------------------------------------------ |
| Deutschland        | FIBA Europa  | Gastgeber                                                  | 28. Apr. 2023           | 2                    | 11. Platz (1998)                                                               |
| Belgien            | FIBA Europa  | Sieger der Basketball-Europameisterschaft der Damen 2025   | 29. Juni 2025           | 3                    | 4. Platz (2018)                                                                |
| Vereinigte Staaten | FIBA Amerika | Sieger der Basketball-Amerikameisterschaft der Frauen 2025 | 6. Juli 2025            | 19                   | Weltmeister (1953, 1957, 1979, 1986, 1990, 1998, 2002, 2010, 2014, 2018, 2022) |
| Australien         | FIBA Asien   | Sieger der Basketball-Asienmeisterschaft der Frauen 2025   | 20. Juli 2025           | 17                   | Weltmeister (2006)                                                             |
| Nigeria            | FIBA Afrika  | Sieger der Basketball-Afrikameisterschaft der Frauen 2025  | 3. Aug. 2025            | 3                    | 8. Platz (2018)                                                                |
| –                  | –            | –                                                          | –                       | –                    | –                                                                              |
| –                  | –            | –                                                          | –                       | –                    | –                                                                              |
| –                  | –            | –                                                          | –                       | –                    | –                                                                              |
| –                  | –            | –                                                          | –                       | –                    | –                                                                              |
| –                  | –            | –                                                          | –                       | –                    | –                                                                              |
| –                  | –            | –                                                          | –                       | –                    | –                                                                              |
| –                  | –            | –                                                          | –                       | –                    | –                                                                              |
| –                  | –            | –                                                          | –                       | –                    | –                                                                              |
| –                  | –            | –                                                          | –                       | –                    | –                                                                              |
| –                  | –            | –                                                          | –                       | –                    | –                                                                              |
| –                  | –            | –                                                          | –                       | –                    | –                                                                              |

## Logo
Das Logo des Turniers wurde am 12. August 2024 von der FIBA und der WM-Botschafterin Sue Bird in Berlin präsentiert.